# Goldwyn Pictures
Goldwyn Pictures Corporation, inicialmente Goldwyn Producing Corporation, foi um estúdio cinematográfico estadunidense fundado em dezembro de 1916 por Samuel Goldfish, em parceria com os produtores da Broadway Edgar e Archibald Selwyn, além de Margaret Mayo e Arthur Hopkins. Os sócios nomearam o estúdio associando seus sobrenomes, Goldfish e Selwyn, surgindo assim um novo nome, Goldwyn. Samuel Goldfish usou a oportunidade para trocar legalmente seu nome para “Samuel Goldwyn”.

## Histórico

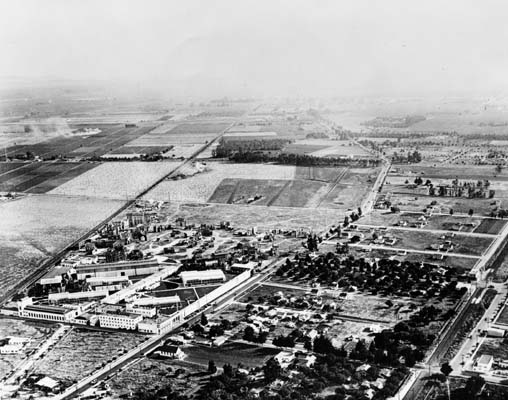
Vista aérea dos estúdios em Culver City, Califórnia, em 1922. Com a fusão da Goldwyn Pictures, Metro Pictures Corporation e Louis B. Mayer Pictures Corporation para formar a Metro Goldwyn Mayer, o estúdio da Goldwyn Mayer foi mantido para a MGM.

Inicialmente, a Goldwyn Pictures alugava suas instalações de produção do Solax Company, na época em que a indústria do cinema era localizada em Fort Lee, Nova Jérsei. O estúdio alcançou um sucesso moderado, mas o que o tornou especialmente famoso foi o logo do leão, Leo the Lion.
Inicialmente denominada Goldwyn Producing Corporation, em 1917 foi reorganizada como Goldwyn Pictures Corporation. Seus filmes eram distribuídos pela Goldwyn Distributing Corporation, que, além desses filmes, distribuía filmes de várias outras companhias cinematográficas.
Samuel Goldwyn foi forçado a sair da companhia por seus parceiros por volta dos anos 1920 e, em seguida, a Goldwyn Pictures foi comprada por Lee Shubert, o chefe da The Shubert Organization e o operador dominante do cinema nos Estados Unidos. Em 1924, Shubert vendeu a Goldwyn Pictures ao magnata Marcus Loew, que estava procurando uma maneira de garantir um fornecimento constante de filmes para sua cadeia crescente de cinemas. Loew já possuía a Metro Pictures Corporation e, de posse da Goldwyn Pictures, comprou em seguida a Louis B. Mayer Pictures Corporation, fundindo os três em um único estúdio, formando a Metro-Goldwyn Pictures Corporation. Em 1925, Louis B. Mayer adicionou seu nome ao estúdio, e o nome foi trocado definitivamente para Metro-Goldwyn-Mayer.
Embora a antiga Metro tenha sido a sobrevivente nominal, o estúdio então formado herdou as antigas instalações da Goldwyn Pictures, em Culver City, Califórnia, onde permaneceria até 1986. O estúdio também manteve o logo da Goldwyn, Leo the Lion, o leão que se tornou, talvez, o logotipo de estúdio de cinema mais famoso do mundo.

## Logotipo
O primeiro filme da Goldwyn Pictures a apresentar o logotipo Leo the Lion foi “Polly of the Circus”, em 1917, um filme de 80 minutos estrelado por Mae Marsh. O logotipo foi desenhado por Howard Dietz, que também sugeriu o seu lema em latim, “Ars Gratia Artis” (Arte pela Arte). Após a formação da Metro Goldwyn Mayer, o logotipo da Goldwyn foi mantido.

## Samuel Goldwyn Productions
Paralelamente à formação da MGM, em 1925 Samuel Goldwyn formou sua própria produtora independente, a Samuel Goldwyn Productions, tornando-se nos próximos trinta e cinco anos um dos mais respeitados produtores da indústria cinematográfica, mas nunca teve qualquer ligação com a MGM.